# Kovilkino
Kovilkino (oroszul: Ковылкино) város Oroszországban, Mordvinföldön, a Kovilkinói járás székhelye.  
Lakossága: 21 307 fő (a 2010. évi népszámláláskor).

## Fekvése
Mordvinföld déli részén, Szaranszktól 116 km-re nyugatra, a Moksa folyó bal partján helyezkedik el. Vasútállomás a Rjazany–Ruzajevka–Szaranszk vasútvonalon. 

## Története
Voszkreszenszkaja Lasma falu és Arapovo vasútállomás egyesítésével hozták létre.
Lasma település legkésőbb a 17. században keletkezett. Neve mordvin nyelven 'mélyedés'-t, 'völgy'-et jelent. A település 1703-ban a tatár K. H. Kasajev hercegé lett, akinek nevét is fölvette. Miután megépítették és Krisztus Feltámadásának szentelték templomát (vo imja Voszkreszenyija Hrisztova), a falut már Voszkreszenszkaja Lasmának nevezték. 1892-ben megnyitották a település mellett vezető vasútvonalat, felépítették az ottani állomást, melyet a földbirtokos Arapovról neveztek el. I. A. Arapov nevéhez fűződnek az iparosítás kezdetei: a vasútállomáson kívül malom, szeszgyár létesítése is. 
Az állomás körül kialakult település gyors növekedésnek indult és „elnyelte” a falut. Nevét 1919-ben Kovilkinóra változtatták. (A névadó Sz. T. Kovilkino, a vasúti közlekedés komisszárja). 1928-ban járási székhely lett, 1960-ban városi címet kapott. 

## Gazdasága
A járás legjelentősebb iparvállalata az 1200 főt foglalkoztató Kovilkinói Elektromechanikai Gyár. Sok éve együttműködik egy radar-, irányító- és ellenőrzési rendszereket fejlesztő és készítő kutatási-termelési egyesüléssel. Kovilkino közelében nagy hagyományú, ma már korszerű technológiát alkalmazó téglagyár működik.
Az N. P. Ogarjov nevét viselő szaranszki állami egyetem 2001 óta kihelyezett tagozattal rendelkezik a városban.